# 三室山 (三郷町)
三室山（みむろやま）とは、奈良県生駒郡三郷町立野にある標高137.1mの小さな山である。

## 概要
「三室」とは「神の居られる」という意味で、三郷町龍田大社（本宮）の神域を指す。斑鳩町の三室山とは異なる場所にある。
飛鳥時代には四天王寺と斑鳩の法隆寺とを結ぶ街道として整備され聖徳太子自身も通っていた日本最古の官道「龍田道（龍田古道）」がある。その山越えの道が三室山には通っていたとされている。
登山道が整備されており、山頂には展望台がある。また山頂からは竜田古道の里山公園へと続く山道が伸びており道中には龍田大社本宮跡がある。
平成28年11月、三郷町制施行50周年を記念して登山道に大伴家持の歌碑が建立された。

## 三室山古墳
三室山古墳は三室山北東の裾野に位置する古墳。長方形の方墳が南北に2基存在する。それぞれ2つの横穴式石室を持つ、双墓・双室墳である。築造時期は7世紀前半と考えられている。